# Supla
Eduardo Smith de Vasconcellos Suplicy (São Paulo, 2 april 1966), bekend als Supla, is een Braziliaans muzikant en acteur.

## Biografie
Supla werd in São Paulo geboren, als het eerste zoon van twee politici. Zijn moeder is Marta Suplicy, senator van de Braziliaans arbeiderspartij (PT), en zijn vader is Eduardo Suplicy, wethouder van São Paulo. Supla is de oudere broer van muzikant João Suplicy en advocaat André Suplicy.

### Muziekcarrière
Supla begon zijn carrière als een muzikant toen hij 13 jaar oud was, als drummer in Os Impossíveis.
In 1983, vormde Supla een band genaamd "Zigue-Zague", waarin hij de zanger was. In het volgende jaar, werd de band hernoemd naar Tokyo. Met een contract bij Epic Records, verhief Tokyo Supla tot het sterrendom. De band bracht hun eerste album "Humanos" (Mensen) uit in 1985. De single "Garota de Berlim" (Meisje van Berlin), met de Duitse zangeres Nina Hagen, was een groot succes in Brazilië. Ze ontbonden in 1989, en Supla ging verder met een solocarrière.
In 2009 vormde Supla en zijn broer João Suplicy een band genaamd Brothers of Brazil. Tussen 2009 en 2014 bracht Brothers of Brazil vier studioalbums uit.

### Als acteur en tv-presentator
Als acteur heeft Supla deelgenomen aan tal van films, televisieshows en soaps. Hij had zijn eigen reality-/datingshow op MTV Brazilië, genaamd "Papito in Love" (2014).
Samen met zijn jongere broer João, presenteerde Supla op zaterdagmiddag een variétéshow genaamd "Brothers", tussen 2008 en 2010.
In 2007 maakte Supla zijn debuut als kunstcurator met de tentoonstelling "Rockers", georganiseerd door de FAAP (Fundação Armando Álvares Penteado). Amerikaanse fotograaf Bob Gruen toonde 290 foto's uit zijn portfolio van rockmuziekgeschiedenis.

## Discografie

#### Solo-albums
- Supla (1989)
- Supla (1991)
- O Charada Brasileiro (2001)
- Político e Pirata (2002)
- Bossa Furiosa (2003)
- Menina Mulher (2004)
- Vicious (2006)
- Diga o que Você Pensa (2016)
- Illegal (2018)

#### Brothers of Brazil
- Punkanova (2009)
- Brothers of Brazil (2011)
- On My Way (2012)
- Melodies From Hell (2014)

#### Tokyo
- Humanos (1985)
- O Outro Lado (1987)

#### Psycho 69
- Psycho 69 (1995)

## Filmografie

### Televisie
| Jaar        | Titel                    |
| ----------- | ------------------------ |
| 1993        | Sex Appeal               |
| 2000 - 2001 | Piores Clipes do Mundo   |
| 2001        | Um Anjo Caiu do Céu      |
| 2001        | As Filhas da Mãe         |
| 2001        | Casa dos Artistas        |
| 2004        | Família MTV              |
| 2004        | Sítio do Picapau Amarelo |
| 2005        | Uns Videos Lá Em Casa    |
| 2007        | Viva a Noite             |
| 2007        | Você é o Jurado          |
| 2008 - 2010 | Brothers                 |
| 2012        | Furo MTV                 |
| 2012        | Ídolos                   |
| 2013 - 2015 | Papito In Love           |
| 2014        | Adotada                  |
| 2017        | Carinha de Anjo          |

### Film
| Ano  | Título                            |
| ---- | --------------------------------- |
| 1985 | Rock Estrela                      |
| 1990 | Lambada - a Dança Proibida        |
| 1990 | Uma Escola Atrapalhada            |
| 1992 | Sua Excelência, o Candidato       |
| 2005 | Eliana em O Segredo dos Golfinhos |
| 2006 | Noel - Poeta da Vila              |